# Revolucionarni porez
Revolucionarni porez je glavni oblik financiranja za nasilne nedržavne aktera poput gerilaca ili terorističkih organizacija. Oni izvan organizacije to smatraju to eufemizmom za "novac za zaštitu." Zagovornici takvih skupina održavanje, međutim, da ne postoji razlika između revolucionarnih poreza koje "iznuđuju"   takve grupe i korporativnih poreza koje nameću vlade.
Revolucionarne porezi se obično iznuđuju od poduzetnika, i oni također "igraju sekundarnu ulogu kao jedno drugo sredstvo zastrašivanja ciljane populacije."

## Primjeri
Irska Privremena IRA i korzička FLNC su iznuđivale revolucionarne poreze kao i sljedeće organizacije.

### ETA
Baskijska nacionalistička organizacija ETA ovisilo o revolucionarnim poreza. Malim i srednjim tvrtkama su iznuđivale iznose od 35.000 do 400.000 eura po komadu, što je činilo većinu ETA-inih 10 milijuna eura proračuna godine 2001.

## Filipini
Na Filipinima je većina domaćih i stranih tvrtki plaćaju revolucionarni porez   maoističkoj Novoj narodnoj armiji. Prema vojsci, porez je glavna prepreka za razvoj zemlje, dok je nova narodna armija to opravdavala kao porez koji se plaća prilikom ulaska područja pod kontrolom pobunjenika kao sukobljene sile.

### Kolumbija
Revolucionarni porezi kolumbijskih gerilskih pokreta su postali češći tijekom 1980-tih i 1990-tih

### Nepal
Maoistička gerila u Nepalu je također naširoko iznuđivala revolucionarni porez.

### Argentina
Nacionalni socijalistički argentinski Movimiento Nacionalista Tacuara (MNT) zatražio je "revolucionarni porez" od mnogih židovskih trgovina u Buenos Airesu.

### Sovjetska Rusija
U Rusiji, boljševička vlada je odredila revolucionarni porez, 2. studenog 1918. Iako je boljševička vlada već kontrolirala zemlju, njegovi protivnici su još uvijek međunarodno priznati bili kao zakoniti vladari.